# MBC경남 창원방송
MBC경남 창원방송(MBC慶南 昌原放送)은 중부경남 지역을 가시청권으로 하는 대한민국의 지상파방송국이다. 1969년에 경남방송(약칭 KBC)으로 개국하였으며, 1971년에 마산문화방송주식회사(MBC)로 사명을 변경하였고, 2010년 7월 1일에 통합 창원시의 출범과 함께 창원문화방송으로 사명을 변경하였다. 2011년 9월 1일에 서부경남 지역을 방송권역으로 하던 구 진주문화방송과 인수 합병하여 MBC경남이 출범함에 따라 MBC경남 창원방송이 되었다. 호출부호는 HLAP이다.
개국 당시 사옥은 마산합포구 서성동에 위치하고 있었으며, 1996년 9월 10일에 마산회원구 양덕동 신사옥으로 이전하였다. 인근에 마산야구센터와 3·15 아트센터 등이 있다.

## 연혁

### 1960년대
- 1968년 6월 17일 : 체신부로부터 방송국(민간방송)가허가를 받음 (호출부호 HLAP, 출력 10㎾)
- 1968년 8월 13일 : 경남방송주식회사로 설립 등기
- 1969년 1월 15일 : 첫 시험전파발사, MBC 네트웍 협의체 참가 계약
- 1969년 1월 29일 : 체신부로부터 방송국 정식허가 취득
- 1969년 2월 1일 : KBC경남방송 개국(출력 10㎾, 주파수 중파 990㎑ HLAP)
- 1969년 7월 15일 : 초대이사 사장 박두석 취임.

### 1970년대
- 1971년 9월 28일 : 상호를 마산문화방송주식회사로 개칭 (KBC→MBC로)
- 1972년 6월 30일 : 경남텔레비전방송주식회사로 설립등기 (초대사장 박득옥)
- 1972년 8월 30일 : 무선국(텔레비전 방송국) 변경허가
- 1972년 9월 20일 : 경남문화TV 시험방송 개시[2]
- 1972년 9월 30일 : 마산문화텔레비전방송주식회사로 상호변경등기
- 1972년 10월 5일 : 무선국(텔레비전방송국) 허가, 경남문화TV가 문화방송의 7번째 제휴 방송국으로 연주소 개국. (창원시 불모산에서 호출부호 HLSO, 영상출력 2.5㎾, 음성출력 5㎾, VHF 13번)[3]
- 1973년 10월 24일 : UHF, STL 기술도입 설치
- 1974년 2월 1일 : 10㎾ 예비 송신기 설치
- 1977년 1월 10일 : 이동중계차설치 및 허가취득
- 1977년 2월 1일 : 개국 10주년
- 1977년 11월 12일 : 제2대 김종신 사장 취임, 제3대 신한일 취임
- 1979년 9월 22일 : 일본 KRY 야마구치방송과 자매 결연

### 1980년대
- 1980년 12월 22일 : 컬러텔레비전 방송실시
- 1983년 3월 2일 : 마산문화방송주식회사와 마산문화TV방송주식회사를 합병(마산문화방송(주))
- 1983년 11월 26일 : 음악FM 방송(현 FM4U, 출력 1㎾, FM 100.5㎒)이 개국하여 당시 오전 6시부터 자정까지 하루 18시간 동안 방송하기 시작하였으며, 동시에 TV방송 출력을 5㎾로 증강하였다.
- 1987년 7월 25일 : 거제 중계소 설치완료.

### 1990년대
- 1995년 4월 18일 : 중국 산둥전시대와 자매 결연
- 1996년 7월 1일 : 사옥 이전(마산시 서성동 -> 양덕동)
- 1996년 9월 10일 : 마산합포구 서성동에서 마산회원구 양덕동으로 신사옥 준공 기념식
- 1999년 11월 30일 : 표준FM 방송 개국(출력 3㎾, FM 98.9㎒)

### 2000년대
- 2005년 6월 30일 : 디지털TV방송 개국(물리채널 26, 가상채널 11-1, 출력 2.5㎾)
- 2007년 8월 : 지역방송 최초로 E 스포츠 경기 중계(경남 - STX 마스터즈)

### 2010년대
- 2010년 7월 1일 : 통합 창원시 출범으로 인해 마산문화방송주식회사 이름을 창원문화방송주식회사로 상호 변경
- 2011년 8월 8일 : 방송통신위원회가 진주문화방송과 함께 합병 승인(MBC경남으로 출범)
- 2011년 9월 1일 : 진주문화방송과 합병하여 MBC경남 공식 출범(창원문화방송 → 창원방송, 진주문화방송 → 진주방송)
- 2012년 10월 4일 : 지상파 아날로그 TV 방송 종료
- 2013년 7월 17일 : 지상파 디지털TV방송 주파수 재배치 완료
- 2013년 12월 13일 : 표준FM 내서 중계소 개국. (주파수 96.7MHz)
- 2017년: 부지 재개발로 가포동 AM 송신소 송출 일시 중단

### 2020년대
- 2021년 6월: AM 송신소를 마산합포구 가포동에서 의창구 북면 외산리로 이전
- 2022년 3월: 본사기능을 진주에서 창원으로 이전
- 2022년 MBC경남 창원방송 UHD 방송개국예정.서울 본사의 UHD 방송.
- 2022년 11월 8일 : AM 라디오 운용 일시 휴지(990kHz, 10kW). FM방송 전환.
- 2023년 5월 1일 : 뉴스파다 TV, 라디오, 유튜브 동시 방송 시작.
- 2023년 5월 8일 : AM 라디오 송출 종료(990kHz, 10kW).[4]

## TV방송
경남문화TV가 1972년 10월 5일 개국하였고, 이후 2005년 6월 30일 디지털TV방송을 개국하였다. 중부경남과 부산 일부지역을 가시청권으로서 방송중이다.

### 프로그램

#### 보도
- MBC 뉴스투데이 경남 월~금 아침 7:20 ~ 7:50 - 진행 : 백근곤
- 930 MBC 뉴스 경남 월~금 오전 9:35 ~ 9:45 - 진행 : 이다슬
- MBC 5시 뉴스와 경제 경남 월~금 오후 5:00 ~ 5:10 - 진행 : 남두용
- MBC 뉴스데스크 경남 월~금 저녁 8:25 ~ 8:45, 일 저녁 8:20 ~ 8:30 - 진행 : 윤동현 (평일), 무작위 (일)

#### 시사 / 교양
- 넘어서다
- 포커스 경남
- 다큐에세이, 여기 이 사람(여수MBC)
- 테마여행 길(지역MBC 공동제작)
- 뉴스파다
- 보물상자(시청자제작방송 프로그램)

#### 예능 / 오락
- MBC 가요베스트
- 오 마이 싱어(여수MBC)

### 방송 송출 시설망
- 호출부호 : HLAP-DTV
- 가상채널 : 11-1

| 송신소        | UHD      | UHD    | HD       | HD    | 송신소 위치                                | 비고  |
| 송신소        | 물리채널 | 출력   | 물리채널 | 출력  | 송신소 위치                                | 비고  |
| ------------- | -------- | ------ | -------- | ----- | ------------------------------------------ | ----- |
| 불모산 송신소 | 준비중   | 준비중 | CH 26    | 2.5㎾ | 경남 창원시 성산구 천선동 산213-8          |       |
| 내서 중계소   | 준비중   | 준비중 | CH 17    | 20W   | 경남 창원시 마산회원구 내서읍 상곡리 산163 |       |
| 용등 중계소   | 준비중   | 준비중 | CH 35    | 5W    | 경남 창원시 의창구 대산면 우암리 441       |       |
| 밀양 중계소   | 준비중   | 준비중 | CH 40    | 20W   | 경남 밀양시 가곡동 산56-1                  |       |
| 장승포 중계소 | 준비중   | 준비중 | CH 30    | 20W   | 경남 거제시 아주동 산133-19 옥녀봉         |       |
| 거제 중계소   | 준비중   | 준비중 | CH 35    | 20W   | 경남 거제시 거제면 서정리 산1-1            |       |
| 통영 중계소   | 준비중   | 준비중 | CH 46    | 20W   | 경남 통영시 산양읍 남평리 산90 미륵산      |       |
| 율암 중계소   | 준비중   | 준비중 | CH 17    | 20W   | 경남 김해시                                |       |
| 상리 중계소   | 준비중   | 준비중 | CH 34    | 20W   | 경남 고성군 상리면 무선리 산134 무이산     |       |
| 함안 중계소   | 준비중   | 준비중 | CH 39    | 90W   | 경남 함안군 산인면 부봉리 산97-5           |       |
| 창녕 중계소   | 준비중   | 준비중 | CH 43    | 2W    | 경남 창녕군 성산면 냉천리                  |       |
| 어방산 중계소 | 준비중   | 준비중 | CH 40    | 20W   | 경남 김해시 어방동                         |       |
| 돗대산 중계소 | 준비중   | 준비중 | CH 45    | 20W   | 경남 김해시 대동면 주동리                  |       |
| 죽고리 소출력 | 준비중   | 준비중 | CH 45    | 0.05W | 경남 합천군 적중면 죽고리                  | [ 5 ] |
| 삼가 중계소   | 준비중   | 준비중 | CH 20    | 5W    | 경남 합천군 삼가면 일부리 산57 백학산      |       |

아날로그TV
- 호출부호 : HLAP-TV

| 송신소        | 채널  | 출력  | 송신소 위치                                |
| ------------- | ----- | ----- | ------------------------------------------ |
| 불모산 송신소 | CH 13 | 2.5㎾ | 경남 창원시 성산구 천선동 산213-8          |
| 산호 중계소   | CH 41 | 100W  | 경남 창원시 마산합포구 산호동 547-2 용마산 |
| 용등 중계소   | CH 24 | 10W   | 경남 창원시 의창구 대산면 우암리 441       |
| 장승포 중계소 | CH 31 | 100W  | 경남 거제시 아주동 산133-19 옥녀봉         |
| 거제 중계소   | CH 41 | 100W  | 경남 거제시 거제면 서정리 산1-1            |
| 통영 중계소   | CH 37 | 100W  | 경남 통영시 산양읍 남평리 산90 미륵산      |
| 밀양 중계소   | CH 25 | 100W  | 경남 밀양시 가곡동 산56-1                  |
| 마암 중계소   | CH 47 | 100W  | 경남 고성군 마암면 보전리 산266            |
| 상리 중계소   | CH 55 | 100W  | 경남 고성군 상리면 무선리 산134 무이산     |
| 함안 중계소   | CH 53 | 10W   | 경남 함안군 가야읍 검암리 산15-1           |
| 해인 중계소   | CH 29 | 10W   | 경남 합천군 가야면 치인리 산21-1           |
| 삼가 중계소   | CH 23 | 10W   | 경남 합천군 삼가면 일부리 산57 백학산      |
| 율곡 중계소   | CH 53 | 100W  | 경남 합천군 율곡면 제내리 산34-1           |
| 금병산 중계소 | CH 23 | 100W  | 경남 김해시 진영읍 여래리                  |

## 라디오방송
1969년 2월 1일 개국하였다. AM라디오 1채널과 FM라디오 2채널을 운영중이며, 중부경남과 부산 일부를 가청권역으로서 방송중이다.

### MBC경남 창원라디오
| 프로그램명       | 요일  | 진행자                                | 시간 |
| ---------------- | ----- | ------------------------------------- | ---- |
| 좋은 아침        | 월~금 | 남두용                                | 30분 |
| MBC 정오종합뉴스 | 월~금 | 이다슬                                | 5분  |
| 즐거운 오후2시   | 월~금 | 이다슬                                | 55분 |
| MBC 15시 뉴스    | 월~금 | 남두용                                | 5분  |
| MBC 18시 뉴스    | 일~금 | 무작위                                | 5분  |
| MBC경남 프로야구 | 금~일 | 오수빈 캐스터 최준석, 최금강 해설위원 |      |

### MBC경남 창원 FM4U
| 프로그램명    | 요일 | 시간  | 진행자 |
| ------------- | ---- | ----- | ------ |
| FM아침의 행진 | 평일 | 120분 | 조복현 |
| 정오의 희망곡 | 평일 | 120분 | 김재영 |

### 방송 송출 시설망
| MBC경남 창원 표준FM | MBC경남 창원 표준FM | MBC경남 창원 표준FM | MBC경남 창원 표준FM | MBC경남 창원 표준FM                        | MBC경남 창원 표준FM |
| 송신소              | 주파수              | 출력                | 호출부호            | 송신소 위치                                | 방송구역&비고 |
| ------------------- | ------------------- | ------------------- | ------------------- | ------------------------------------------ | --- |
| 불모산 송신소       | FM 98.9㎒           | 3㎾                 | HLAP-SFM            | 경남 창원시 성산구 천선동 산213-8          | 창원시 일원, 거창군 일부, 함양군 일부, 산청군 일부, 창녕군 일부, 합천군 일부, 의령군 일부, 고성군 일부, 거제시 일부, 김해시 일부, 밀양시 일부, 양산시 일부, 통영시 일부, 함안군 일부, 진주시 일부, 사천시 일부, 남해군 일부, 하동군 일부, 부산광역시 일부 |
| 내서 중계소         | FM 96.7㎒           |                     | -                   | 경남 창원시 마산회원구 내서읍 상곡리 산163 | 창원시 마산회원구 내서읍 일원 |
| MBC경남 창원 FM4U   |                     |                     |                     |                                            | |
| 송신소              | 주파수              | 출력                | 호출부호            | 송신소 위치                                | 방송구역&비고 |
| 불모산 송신소       | FM 100.5㎒          | 1㎾                 | HLAP-FM             | 경남 창원시 성산구 천선동 산213-8          | 창원시 일원, 거창군 일부, 함양군 일부, 산청군 일부, 창녕군 일부, 합천군 일부, 의령군 일부, 고성군 일부, 거제시 일부, 김해시 일부, 밀양시 일부, 양산시 일부, 통영시 일부, 함안군 일부, 진주시 일부, 사천시 일부, 남해군 일부, 하동군 일부, 부산광역시 일부 |

### 라디오 시보 멘트
- FM 98.9MHz MBC경남 창원 제1FM방송입니다. HLAP-SFM
- FM 100.5MHz MBC경남 창원 제2FM방송입니다. HLAP-FM

## 지상파DMB방송
부산문화방송, 울산문화방송과 공동으로 부산·울산·경남 전지역을 방송권역으로 하는 지상파DMB 사업자로서 운영·방송중이다.

## 연중 캠페인 ,방송지표
- 1985~1988년: 경남! 함께방송 사랑 경상남도청 새출발 대한민국 좋은!방송
- 1987~1989년 : 경남사랑! 21세기 꿈나라! 좋은 방송
- 1990년~1992년 : 경남사랑! 좋은 사랑! 미래!인간
- 1993년~1995년 : 좋은 나라! 마산! 사랑 함께 방송!
- 1996년 : 경남!마산 21세기 MBC 인간 경남 중심! 문화방송
- 1997~1999년 : MBC경남 연중캠페인 : 경남사랑 ! 나라사랑 대한민국 ! 방송!
- 2000년 : 경남 사랑! 아자! 함께 대한민국!
- 2001년 : 2002 경남! 사랑 나라 사랑 우리 가족 함께!
- 2002년 : 경남사랑 마산MBC가 앞장서겠습니다.
- 2003년 : 코리아KOREA! KOREA 경남 마산을 사랑 함께! 방송!
- 2004년 : 재해없는 경남 함께 만듭시다.
- 2005년 : 아자 아자 경남
- 2006년 : 경남을 환경수도로
- 2007년 : 힘내라 우리경남
- 2008년 : 행복한 미래 시작은 마산MBC
- 2009년 : 40년 사랑 100년 감동으로
- 2010년 : 함께하면 행복합니다
- 2011년 : 경남의 미래 함께 열어갑니다.
- 2012년 : 당신이 꿈꾸는 블럭버스터 슈퍼 로케이션
- 2013년 ~ 2019년 : 경남의 문화중심
- 2020년 : 2020 새로운 기준
- 2021년 : 새로운 세상 변화의 중심
- 2022년 : 좋은 친구
- 2023년 : 다시, 형평
- 2024년 : 지역에 진심

## 뉴스를 만든 사람들
- 보도국 -
- 김태석 보도국장

- 데스크 -
- 윤주화 편집제작팀장
- 장영 취재부장

- 취재1부(창원) -
- 이상훈 부장
- 신은정 차장
- 문철진 차장
- 김상헌 차장
- 정영민 차장
- 이종승 차장
- 부정석 기자
- 이재경 기자
- 이선영 기자
- 이민영 기자

- 영상부(창원) -
- 한연호 영상기술부장
- 김민성 (카메라 기자)
- 반상현 (카메라 기자)
- 강건구 (카메라 기자)
- 강숙희 (카메라 기자)
- 이상헌 (카메라 기자)
- 김장훈 (카메라 기자)
- 김태현 (카메라 기자)
- 장성욱 (카메라 기자)
- 안영규 (카메라 기자)
- 심기수 (카메라 기자)
- 박경종 (카메라 기자)

## 아나운서
- 1999년 입사 : 남두용
- 2018년 입사 : 백율희, 백근곤, 이다슬
- 2019년 입사 : 윤동현

### 전직 아나운서
- 박인숙(1992~2014, 현 MBC경남 전략사업국장)
- 김형신(1996~2022, 현 MBC경남 채널전략팀 부장)
- 오정남(1996~2015, 현 MBC경남 사업센터장)
- 정은희(1997~2015, 현 MBC경남 라디오아나운서 팀장)
- 박정희(2003~2012, 전 MBC경남 PD, 현 경영관리부)
- 배수진(2006~2013, 현 MBC경남 편성심의부)
- 김진철(2000~2020, 현 MBC경남 제작 PD)
- 서수진(2012~2014, 전 KBS 경인방송센터 아나운서)
- 이은지
- 이윤선
- 윤보리(2014~2015, 전 kbc 광주방송 아나운서, 현 YTN 앵커)
- 이은민
- 이다솔(2015~2018, 현 CJ오쇼핑 쇼호스트)
- 김지윤(2015~2018, 전 MBC충북 아나운서, 현 롯데홈쇼핑 쇼호스트)
- 김세희(2016~2019, 현 CJB 청주방송 기자)
- 김용석(2016~2019, 현 원주MBC 아나운서)
- 김혜민(2018~2021, 현 KNN 아나운서)

## 기상캐스터
- 박보경(2024년 퇴사)

## 기타 사항
- 2015년부터 문화방송 계열사 중 8개사와 함께 수퍼 로케이션을 제시하고 있다. (문화방송, 부산문화방송, 대구문화방송, 대전문화방송, 전주문화방송, 목포문화방송, 울산문화방송, MBC경남, MBC강원영동)

## 같이 보기
- MBC경남 진주방송
- KBS창원방송총국
- KNN 부산경남방송